# 湯斯維爾市政府
湯斯維爾市政府（英語：City of Townsville）是澳大利亞昆士蘭州北部的地方政府，居民有175,542人，是全國排名人口第25大的地方政府區域和轄境第18大的城市。

## 市議會
湯斯維爾市議會有議席12座；市長為直選。議會對市民和居民提供基礎建設、水資源、廢棄物處理、公共建設、娛樂設施和休閒活動等服務。

## 姊妹市
- 巴布亞紐幾內亞摩爾思比港（1983年）
- 日本山口縣周南市（1990年）
- 日本福島縣磐城市（1991年8月）
- 中華人民共和國江蘇省常熟市（1995年）
- 大韓民國水原市 （1996年）
- 中華人民共和國廣東省佛山市（2006年）[5]

## 外部連結
- 市政府官方網站 （页面存档备份，存于）
- 人口概況
- 人文概況（2001年人口調查）